# Jan van Kriekenborch

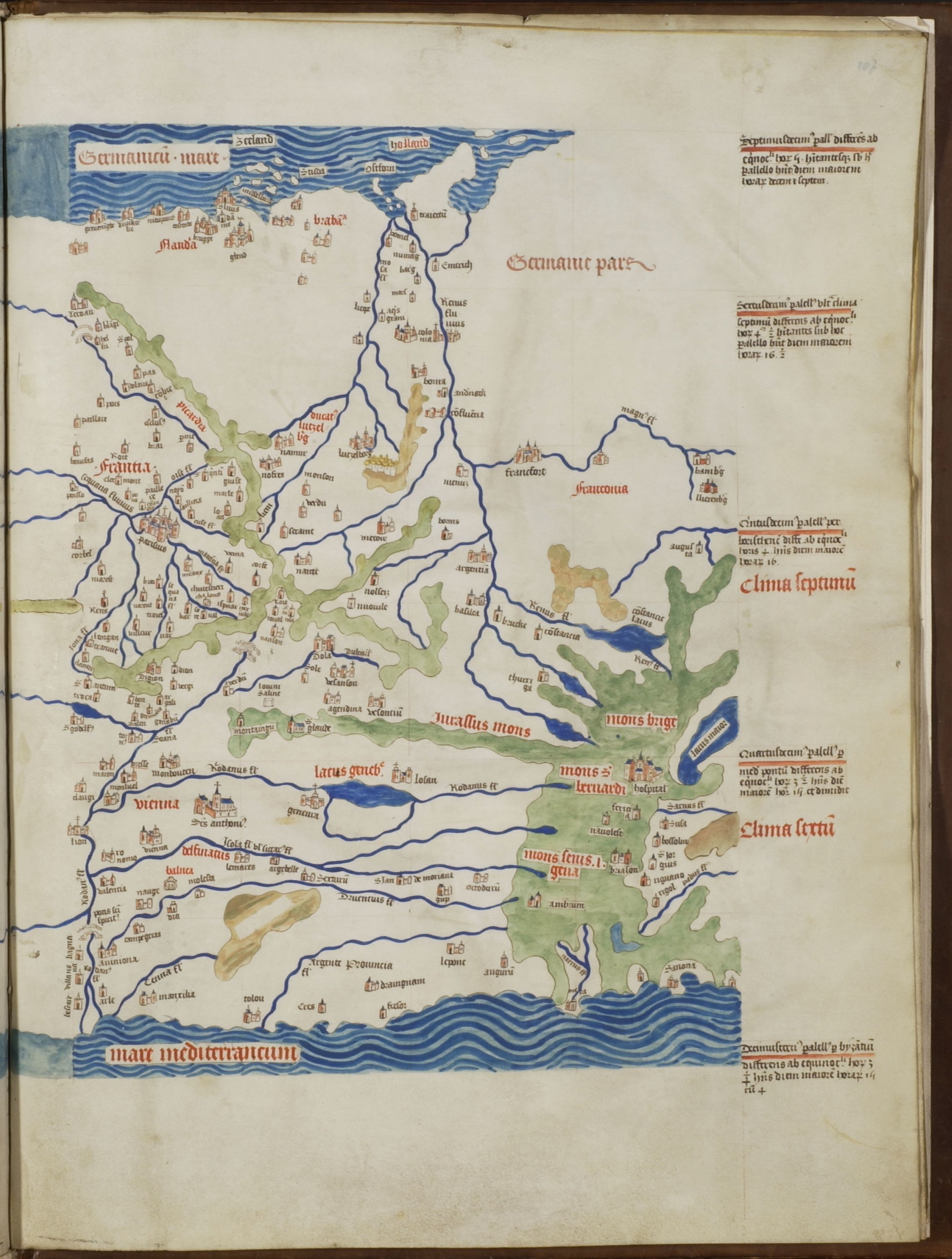
Kaart van Frankrijk, Vlaanderen en een deel van Nederland uit ca. 1485. Bijgevoegd bij een Geographia van ca. 1485. Kopie van een kaart van Donnus Nicolaus Germanus uit 1482 die wordt toegeschreven aan Jan van Kriekenborch.

Jan van Kriekenborch was een Vlaams  kopiist die op het einde van de 15e en het begin van de 16e eeuw werkzaam was in Gent. Er zijn geen biografische gegevens over hem bekend. Kriekenborch werkte onder meer voor Lodewijk van Gruuthuse en creëerde in opdracht van de stad Gent het officiële Schepenboek in 1514. De Vlaamse Boëthius die hij schreef voor Lodewijk van Gruuthuse dateerde hij in een colofon op 16 maart 1491. Jan van Kriekenborch was tussen 1492 en 1494 ingeschreven in de lijst van de Gildenbroeders en gildenzusters van Mariën theeren van de Sint-Jacobsparochie in Gent en woonde toen in de Drabstraat.
Hij gebruikte onder meer een fraai laatgotisch bastaardschrift In de Vlaamse Boëthius die hij schreef voor Lodewijk van Gruuthuse, een majestueus boek met 392 perkamenten folia van 510 bij 380 mm, gebruikte hij voor de Latijnse en Middelnederlandse Consolatio-tekst een grote littera textualis; de commentaren werden geschreven in een bastarda.
Jan van Kriekenborch zou ook de auteur zijn van een aantal landkaarten.

## Werken
- Cosmographia van Claudius Ptolemaeus, in opdracht van Raphael de Marcatellis, abt van de Sint-Baafsabdij in Gent, 1482, Koninklijke Bibliotheek van België, Brussel ms. 14887
- Cosmographia van Claudius Ptolemaeus, in opdracht van Lodewijk van Gruuthuse, 1485, Bibliothèque nationale de France, ms. lat. 4804
- Le Livre de Chasse van Gaston Phoebus, 1485, Houghton Library, Harvard-universiteit, ms. typ. 130.[5]
- Livre de la science de la chasse aux oiseaux (De arte venandi cum avibus) van Frederik II, ca 1486, in opdracht van Lodewijk van Gruuthuse, Houghton Library, ms. typ. 129.[6]
- Le Jouvencel van Jean de Bueil, in opdracht van Filips van Kleef, 1486, Bayerische Staatsbibliothek, ms. gall. 9
- L'art de scavoir bien mourir, 1491, Biblioteca Nazionale di Torino, Turijn, ms. XLVI i IV 24
- Vertroosting der wijsbegeerte, (De Consolatione Philosophiae) van Boëthius in het Latijn en het Middelnederlands, 1492, Bibliothèque nationale de France, ms. néerl. 1
- Schepenboek - Gent, aangelegd in 1514, Gent, stadsarchief (Kriekenborch kopieerde waarschijnlijk het handschrift 2554 van de Gentse Universiteitsbibliotheek als model voor het nieuwe Schepenboek.)[7]